# جغد مغربی
جغد مغربی (نام علمی: Strix mauritanica) جغدی از سردهٔ جغدهای بی‌گوش (Strix) است که در شمال غربی آفریقا از مراکش تا تونس و موریتانی یافت می‌شود. در گذشته زیرگونه جغد جنگلی در نظر گرفته می‌شد.